# 丸山晩霞

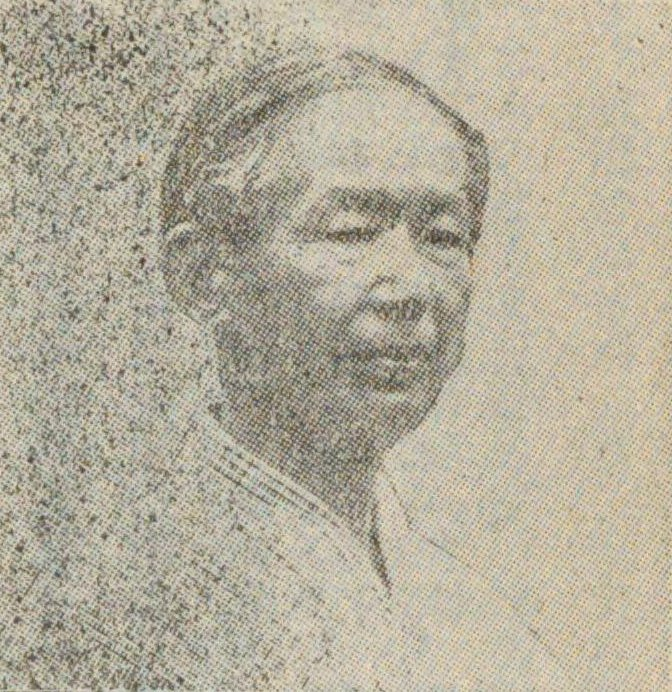
丸山晩霞

丸山 晩霞（まるやま ばんか、慶応3年5月3日〈1867年6月5日〉 - 昭和17年〈1942年〉3月4日）は、日本の水彩画家。

## 略伝
信濃国小県郡祢津村（現・長野県東御市）生まれ。同じ長野生まれの彫刻家川村吾蔵は遠戚。本名・健作。1888年彰技堂に入門、明治美術会展に出品。1895年、群馬県沼田付近で、写生をしている吉田博に出会う。その時吉田の描いていた水彩画に感銘を受ける。1898年、吉田博とともに「日本アルプス写生旅行」を敢行、飛騨方面まで巡る。1899年、三宅克己と交友。三宅の勧めから、1900年渡米。同行した、鹿子木孟郎、満谷国四郎、河合新蔵と、先発の吉田博、中川八郎で「日本人水彩画家6人展」をボストンアートクラブで開催。大成功を収め、プロビデンス、ワシントンD.C.でも6人展を開催した。その後、鹿子木、満谷、河合とともにヨーロッパ巡遊、シンガポール、香港経由で1901年に帰国。
1902年、明治美術会改め「太平洋画会」創立に加わる。小諸義塾の水彩画教師となり島崎藤村と交友。1907年大下藤次郎らと日本水彩画会研究所を設立。1907年文展に「白馬の神苑」を出品。1908年、日本山岳会会員。1909年、絹本に水彩で描いた日本画調の作品を「和装水彩」として発表。1911-1912年再びヨーロッパに渡る。この滞欧中に大下藤次郎が急逝する。
1913年、日本水彩画会創立、評議員となる。水彩画は庶民の間に急速に広まり、日本各地を講習会や指導で訪れた。1923年、関東大震災の被災者救済を目的に、中国、東南アジア、インドを旅行。内弟子の関晴風と、小諸・玄光院で慰霊のため「釈迦八相」を制作。
1936年日本山岳画協会創立に参加。祢津村にアトリエ「羽衣荘」を新築。太平洋画会、日本水彩画会、日本山岳画協会には毎年出品を続けた。1942年没、享年76。内弟子の小山周次が中心となって遺稿集「水彩画家丸山晩霞」が日本水彩画会から刊行された。晩年、画風に関しては不評だった丸山晩霞だが、この遺稿集に寄稿した顔ぶれからも、丸山晩霞の存在が当時の日本美術界において大きかったことがわかる。
丸山晩霞の墓は、生家の裏山にあり、墓石には「水彩画家丸山晩霞 ここに眠る」とある。アトリエの「羽衣荘」には藤村の碑文がある。
丸山晩霞は世界各国から持ち帰った石楠花を育てるなど、高山植物に関しては博学であった。また俳句にたしなみ選者でもあった。自らを田園画家と称し、郷里の風景を愛した。地元祢津村における丸山晩霞には、文化人としての存在もあり、地域振興や活性化にも一役を果たしている。
丸山晩霞の画風は、吉田博や三宅克己に影響された初期、1911年の欧州旅行以後の中期、1920年代以降の晩年と、掛け軸や屏風に表装された「和装水彩」に分類してよいだろう。
明治37年（1904年）1月の『新小説』に、島崎藤村が「水彩画家」を発表した。内容は水彩画家・鷹野伝吉が妻の不貞を発見しつつこれを許すが、別の女と親しくなって妻が苦悩するというもので、藤村の実体験に基づくものだったが、『中央公論』明治40年（1907年）10月号に晩霞は「島崎藤村著『水彩画家』の主人公に就て」を発表し、抗議した。小説モデル問題の第一号とされるが、見ての通り主人公が水彩画家だというだけで、藤村自身の体験を描いたものであった。

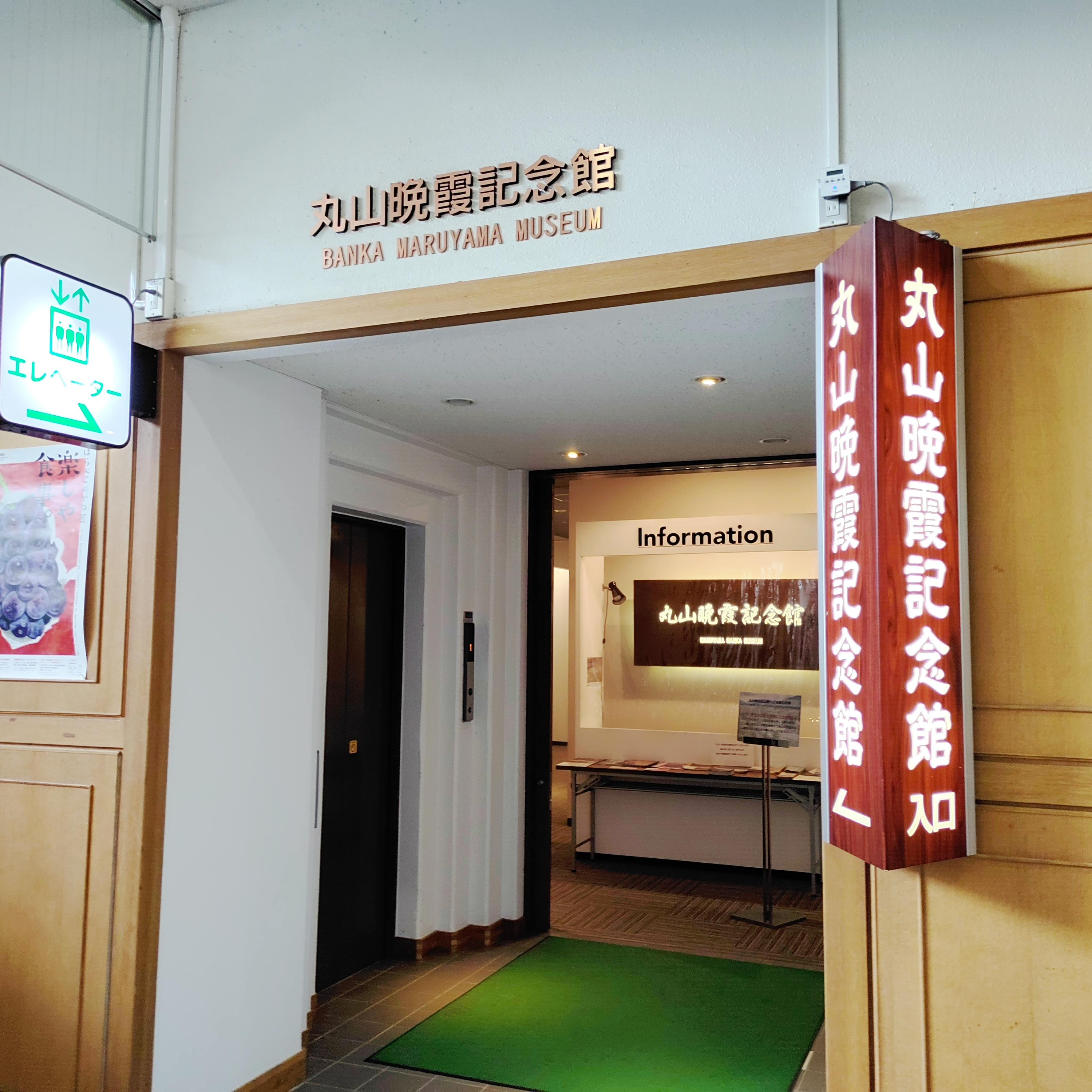
丸山晩霞記念館

平成18年（2006年）11月、長野県東御市の東御市文化会館内に市立美術館「丸山晩霞記念館」が開館。

## 著書など
- スキー術早わかり 日進堂 1922
- 水彩画の描き方 実業之日本社 1923
- 丸山晩霞画集 信濃毎日新聞社 1977.11
- 日本の水彩画 11 丸山晩霞 第一法規出版 1989.9